# Norðurland vestra
Norðurland vestra ("West-Noordland") is een van de acht regio's van IJsland. Het heeft 7.452 inwoners (in 2006) en een oppervlakte van 12.592 km². De hoofdstad van de regio is de stad Sauðárkrókur in de gemeente Skagafjörður.

## Bestuurlijke indeling
De regio Norðurland vestra wordt onderverdeeld in 8 gemeentes.
| Gem. Nr. | Gemeente         | Aantal inwoners (2006) | Oppervlakte [km²] | Bevolkingsdichtheid [Inw./km²] | Grootste plaatsen                      |
| -------- | ---------------- | ---------------------- | ----------------- | ------------------------------ | -------------------------------------- |
| 5200     | Skagafjörður     | 4.078                  | 4.180             | 1,0                            | Sauðárkrókur, Hofsós, Hólar, Varmahlíð |
| 5508     | Húnaþing vestra  | 1.167                  | 2.506             | 0,5                            | Hvammstangi, Laugarbakki               |
| 5604     | Blönduósbær      | 892                    | 183               | 4,9                            | Blönduós                               |
| 5609     | Höfðahreppur     | 534                    | 53                | 10,1                           | Skagaströnd                            |
| 5611     | Skagabyggð       | 96                     | 489               | 0,2                            |                                        |
| 5612     | Húnavatnshreppur | 463                    | 2.705             | 0,2                            |                                        |
| 5706     | Akrahreppur      | 222                    | 1.364             | 0,2                            |                                        |

Austurland · Höfuðborgarsvæðið · Norðurland eystra · Norðurland vestra · Suðurland · Suðurnes · Vestfirðir · Vesturland